# Stadion Junak (1904)
Stadion Junak (bułg. Стадион Юнак) – nieistniejący już stadion sportowy w Sofii, stolicy Bułgarii. Należał do Towarzystwa Gimnastycznego Junak. Został otwarty w 1904 roku, w roku 1930 w jego miejscu oddano do użytku nowy obiekt TG Junak.
Budowa pierwszego boiska Towarzystwa Gimnastycznego Junak w północno-zachodnim rogu parku Borisowa gradina, w miejscu dawnego cmentarza rosyjskiego rozpoczęła się w 1903 roku, a jego otwarcie miało miejsce rok później. Obiekt ten po znaczącej rozbudowie został ponownie otwarty 14 czerwca 1924 roku. 31 maja 1925 roku piłkarska reprezentacja Bułgarii przy obecności 10 000 widzów przegrała na tym obiekcie w meczu towarzyskim z Rumunią 2:4. Był to pierwszy w historii mecz reprezentacji Bułgarii rozegrany na własnym terenie. Pod koniec lat 20. XX wieku stadion jednak zlikwidowano by zrobić miejsce pod nowy stadion Junak, oddany do użytku w 1930 roku. Nowa arena względem poprzedniej miała boisko obrócone o 90 stopni i posiadała bieżnię lekkoatletyczną. Obiekt ten kilka lat po II wojnie światowej został zlikwidowany, częściowo na jego miejscu wybudowano stadion im. Wasiła Lewskiego (otwarty w 1953 roku), na pozostałej części terenu powstał mniejszy stadion (oddany do użytku w 1960 roku) służący do gry w hokeja na lodzie, nazwany Drużba (później przemianowany na Junak); w 2009 roku tuż obok otwarto również stację metra.